# Charles-Jean Robineau
Pour les articles homonymes, voir Robineau.
 (avril 2024).
Charles-Jean Robineau (1708-1787) était un peintre, musicien et graveur français actif (1780-1787) à la fin du XVIIIe siècle. Il est connu pour avoir travaillé à Londres et à Paris pendant cette période.
Il et connu pour avoir eu une rixe avec Jean-Jacques Bachelier au Sujet d’une femme dans son domicile en 1751

## Biographie
Il a été influencé par les grands maîtres de son époque, tels que Joshua Reynolds en Angleterre et Jacques-Louis David en France. Son travail était apprécié pour sa maîtrise technique et son attention aux détails, ainsi que pour sa capacité à capturer la personnalité et le caractère de ses sujets.
Robineau a travaillé pour une clientèle variée, comprenant des membres de la noblesse, des hommes d'affaires prospères et des personnalités influentes de son époque. Ses œuvres étaient souvent commandées pour commémorer des événements spéciaux ou pour servir de témoignages de statut social.
Malgré sa renommée, les détails de sa vie personnelle et de sa carrière sont restés relativement obscurs au fil du temps.